# ویلیام اوون

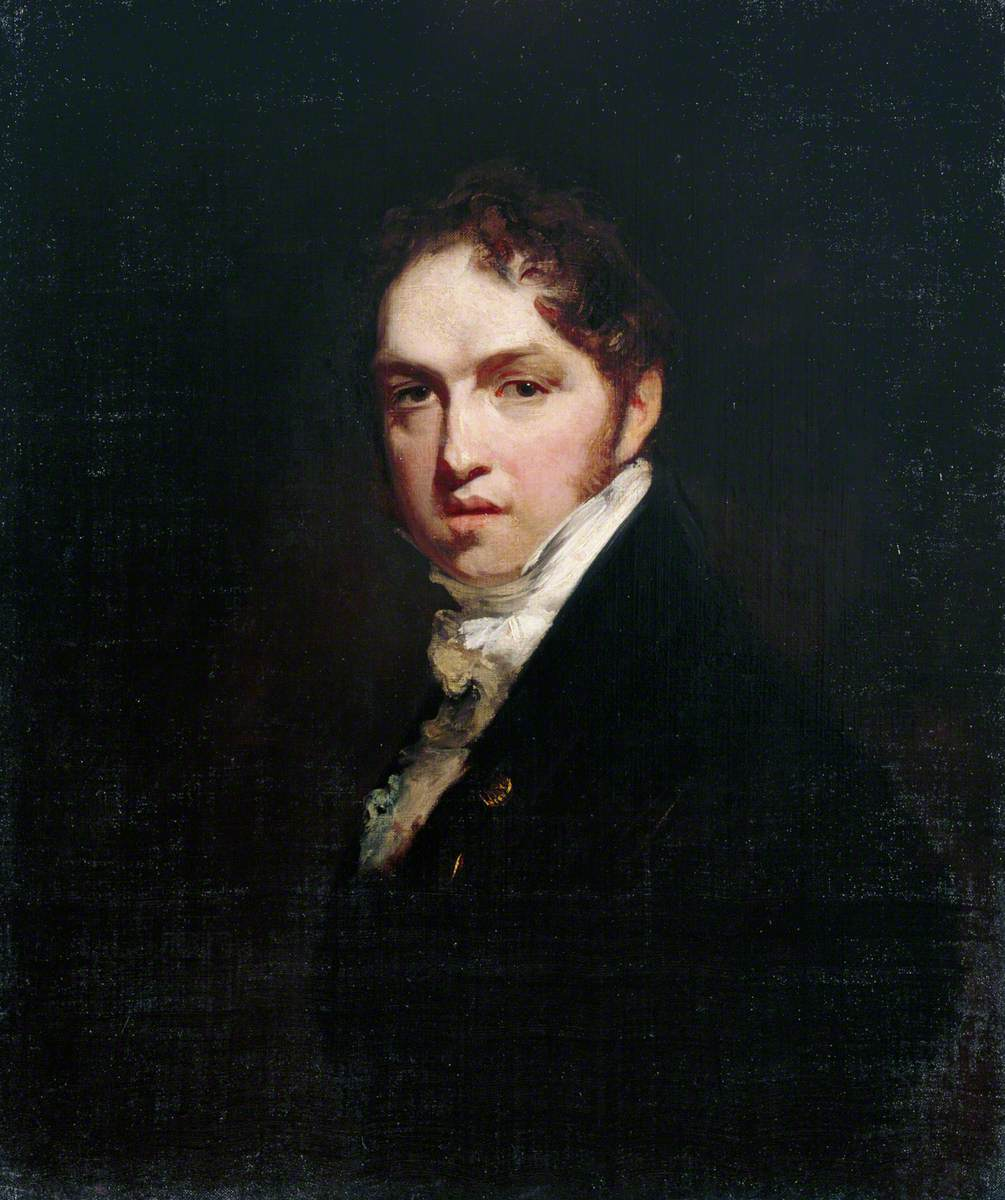
خودنگاره

ویلیام اوون (به فارسی: William Owen)،(۱۷۶۹–۱۸۲۵) نقاش انگلیسی پرتره بود که بیشتر به خاطر کشیدن پرتره‌هایی از ویلیام پیت جوان‌تر جوانترین نخست‌وزیر تاریخ بریتانیا و جرج شاهزاده ولز که بعدها پادشاه شد، شناخته شده‌است.

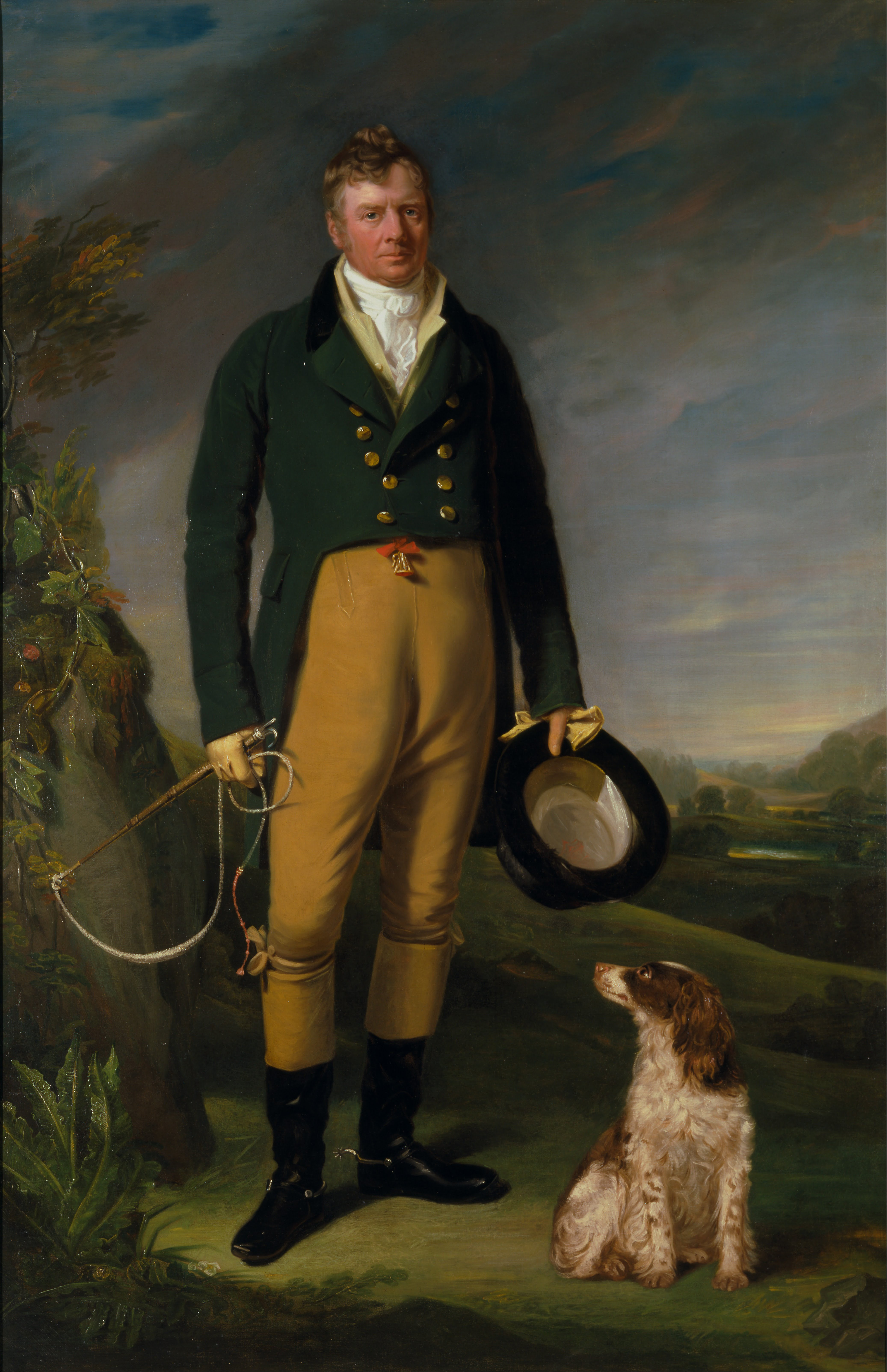
پرتره یک مرد